# 6391 Africano
6391 Africano è un asteroide della fascia principale. Scoperto nel 1990, presenta un'orbita caratterizzata da un semiasse maggiore pari a 2,6440166 UA e da un'eccentricità di 0,1345825, inclinata di 14,28108° rispetto all'eclittica.
Chiamato così in onore di John L. Africano, astronomo che ha svolto un ruolo importante nel Programma JPL/AMOS.